# Ідіопатична гіпоглікемія
Ідіопатична гіпоглікемія — це медичний стан, при якому рівень глюкози в крові аномально низький через невизначену причину. Діагноз рідкісний, оскільки передбачає незавершену діагностичну оцінку. Загалом, чим важча гіпоглікемія і чим чіткіше вона доведена, тим менша ймовірність того, що вона залишиться «ідіопатичною». Ідіопатична гіпоглікемія також може бути синонімом реактивної гіпоглікемії або гіпоглікемії, яка не діагностована лікарем і не відповідає критеріям тріади Уіппла. Більш точний термін для цього стану — ідіопатичний постпрандіальний синдром.